# Sainte-Honorine-la-Chardonne
Sainte-Honorine-la-Chardonne é uma comuna francesa na região administrativa da Normandia, no departamento Orne. Estende-se por uma área de 14,52 km². Em 2010 a comuna tinha 725 habitantes (densidade: 49,9 hab./km²).